# Zuzana Brabcová
Zuzana Brabcová (Praga, 23 de marzo de 1959-20 de agosto de 2015) fue una novelista checa.

## Biografía
Después de finalizar la educación secundaria, Zuzana Brabcová fue ayudante en un hospital y luego trabajó como limpiadora.
Tras la revolución de terciopelo (1989) estuvo empleada en el Ministerio de Asuntos Exteriores y luego fue editora de  Český spisovatel y Hynek.
Posteriormente ejerció como editora de publicaciones Garamond.

## Obra
En su primera novela, Daleko od stromu (1984), Zuzana Brabcová describe el trauma existencial de una joven adolescente que intenta comprender a su propia generación y entender qué la hace diferente a la de sus padres.
La autora elabora una parábola del mundo actual en donde se mezclan antiguas leyendas de míticos significados con el devenir cotidiano en la Checoslovaquia de principios de los 80.
En la época de la publicación de esta obra —antes de la caída del régimen comunista—, Brabcová se convirtió en un icono de la literatura checa independiente.
Zlodějina se publicó en 1995 y fue recibida con entusiasmo por la crítica. Con una prosa metafísica, el texto combina dos historias: la de un hombre y la de una mujer que tienen un breve encuentro, siendo sus imágenes y deseos internos mucho más importantes que sus vidas exteriores.
La tercera novela de la autora, Rok perel (2000), ha sido considerada la primera novela checa de temática lesbiana.
Ambientada en una sociedad cada vez más globalizada y superficial, los principales personajes de la novela —que poseen ciertos trazos autobiográficos—, tienen la sensación de fracasar en la vida y de no encontrar el sentido de ésta.
Su posterior obra Stropy (en español «techos», 2012) está ambientada en un asilo psiquiátrico, lugar donde aparecen expuestas las relaciones humanas así como los distintos traumas existenciales; en este contexto, el mundo exterior se entromete como elemento exacerbante.
En ciertos momentos, el estilo narrativo discurre dentro del género fantástico, mezclándose el mundo real con el de los sueños.
Su título alude al elemento que las personas hospitalizadas en instituciones psiquiátricas ven con más frecuencia —un techo. Esta novela fue galardonada con el premio Magnesia Litera en 2013.
Uno de los principales temas de la narrativa de Brabcová es la dificultad —e incluso la ausencia— de comunicación entre las personas en la sociedad actual.
De acuerdo al profesor Lubomír Machala, la obra de Brabcová se caracteriza por «la búsqueda de nosotros mismos, nuestras relaciones con nosotros mismos y el resto del mundo, nuestra posición en el mundo y las formas de echar raíces en el mismo».

## Obras

### Novela
- Daleko od stromu (1984)
- Zlodějina (1995)
- Rok perel (2000)
- Stropy (2012)